# Neomirandea
Neomirandea es un género de fanerógamas perteneciente a la familia Asteraceae. Comprende 30 especies descritas y de estas, solo 28 aceptadas.  Es el único género de la subtribu Neomirandeinae.

## Descripción
Las plantas de este género sólo tienen disco (sin rayos florales) y los pétalos son de color blanco, ligeramente amarillento blanco, rosa o morado (nunca de un completo color amarillo).

## Taxonomía
El género fue descrito por R.M.King & H.Rob. y publicado en Phytologia 19(5): 306. 1970. La especie tipo es: Eupatorium araliifolium Less. = Neomirandea araliifolia (Less.) R.M.King & H.Rob.	

## Especiesaceptadas
A continuación se brinda un listado de las especies del género Neomirandea aceptadas hasta junio de 2012, ordenadas alfabéticamente. Para cada una se indica el nombre binomial seguido del autor, abreviado según las convenciones y usos.
- Neomirandea allenii R.M.King & H.Rob.
- Neomirandea angularis (B.L.Rob.) R.M.King & H.Rob.
- Neomirandea araliifolia (Less.) R.M.King & H.Rob.
- Neomirandea arthrodes (B.L.Rob.) R.M.King & H.Rob.
- Neomirandea biflora R.M.King & H.Rob.
- Neomirandea burgeri R.M.King & H.Rob.
- Neomirandea carnosa (Kuntze) R.M.King & H.Rob.
- Neomirandea chiriquensis R.M.King & H.Rob.
- Neomirandea costaricensis R.M.King & H.Rob.
- Neomirandea croatii R.M.King & H.Rob.
- Neomirandea cuatrecasana S.Díaz
- Neomirandea eximia (B.L.Rob.) R.M.King & H.Rob.
- Neomirandea folsomiana M.O.Dillon & D'Arcy
- Neomirandea gracilis R.M.King & H.Rob.
- Neomirandea guevarii R.M.King & H.Rob.
- Neomirandea homogama (Hieron.) H.Rob. & Brettell
- Neomirandea ovandensis R.M.King & H.Rob.
- Neomirandea panamensis R.M.King & H.Rob.
- Neomirandea parasitica (Klatt) R.M.King & H.Rob.
- Neomirandea pendulissima Al.Rodr.
- Neomirandea pithecobia (B.L.Rob.) R.M.King & H.Rob.
- Neomirandea pseudopsoralea R.M.King & H.Rob.
- Neomirandea psoralea (B.L.Rob.) R.M.King & H.Rob.
- Neomirandea sciaphila (B.L.Rob.) R.M.King & H.Rob.
- Neomirandea standleyi (B.L.Rob.) R.M.King & H.Rob.
- Neomirandea tenuipes R.M.King & H.Rob.
- Neomirandea ternata R.M.King & H.Rob.
- Neomirandea turrialbae R.M.King & H.Rob.